# Faecula cristata
Faecula cristata es una especie de coleóptero de la familia Zopheridae.

## Distribución geográfica
Habita en Australia.